# Laure Boulleau
Laure Boulleau, née le 22 octobre 1986 à Clermont-Ferrand, dans le Puy-de-Dôme, est une footballeuse internationale française ayant évolué au poste d'arrière latérale gauche au Paris Saint-Germain durant les années 2000-2010.
Après avoir débuté avec les garçons dans sa région natale, Laure est repérée et intègre le CNFE Clairefontaine avec qui elle débute en première division en 2003. Après deux saisons, elle rejoint son club favori, le Paris Saint-Germain. Avec l'équipe de la capitale, Boulleau gagne en notoriété et s'impose en équipe de France. Le PSG est alors un club en construction et elle progresse en son sein. Elle permet au club de devenir le principal concurrent de l'Olympique lyonnais, dont elle refuse les avances. Elle prend sa retraite sportive au terme de la saison 2017-2018 et devient la seconde joueuse la plus capée du PSG en compétitions officielles. Laure Boulleau est ainsi sextuple vice-championne de France et double finaliste de la Coupe nationale, compétition qu'elle remporte à une reprise. Elle perd aussi une finale de la Ligue des champions féminine de l'UEFA. En Bleue, elle est finaliste du Championnat d'Europe des moins de 19 ans 2005.
Sur le plan international, Laure débute en équipe de France A lors de sa seconde saison à Clairefontaine en 2005. Elle retourne ensuite en sélection jeune pour l'Euro des moins de 19 ans, puis avec l'équipe de France espoir et enfin dispute la Coupe du monde des moins de 20 ans. Titulaire au PSG, Laure s'impose en Bleue à partir de 2009 et participe aux quatrièmes places obtenues lors du Mondial 2011 et des JO 2012, ainsi qu'aux quarts-de-finale de l'Euro 2013 et de la Coupe du monde 2015. Laure Boulleau joue son dernier match international l'année suivante et compte 65 sélections.
En 2018, elle devient coordinatrice sportive au PSG Féminin, présentatrice sur PSGTV et consultante sur Canal+.
Le 24 août 2023, Laure Boulleau annonce via ses réseaux qu’elle sera le troisième commentateur du jeu de foot EA Sport FC 24. Elle sera accompagnée du duo de commentateurs de Bein Sport Benjamin Da Silva et Omar Da Fonseca, qui étaient déjà les commentateurs de FIFA 23. Ceci est une première pour la franchise qui accueille pour la première fois une commentatrice dans la version française du jeu.

## Biographie

### Enfance et formation
Laure Boulleau naît à Clermont-Ferrand. Elle est remarquée, en jouant au collège, par un surveillant qui entraine le club du FC Riomois. Elle y joue quelques mois début 2001 avec l'équipe masculine des moins de 13 ans en DH (plus haut niveau régional), puis joue dans les clubs auvergnats du Nord Allier Yzeure et de l'Entente Saint-Maurice Yssingeaux.
Rapidement intégrée à l'équipe d'Auvergne, Laure Boulleau est repérée par les observateurs du CNFE Clairefontaine lors de la coupe nationale 2003 et réussi le concours d’entrée dans la foulée, futur joueur lui aussi du Paris Saint-Germain. À Clairefontaine, Laure Boulleau est victime coup sur coup de ruptures du ligament croisé du genou droit puis gauche. « J’ai vécu un an et demi très compliqué mais ils m’ont quand même gardée, se souvient-elle début 2014. (...) Je me suis fait opérer à quatorze ans, ma famille était en Auvergne. (...) Bizarrement, je ne me rappelle pas m’être dit que j’allais arrêter. »
Laure Boulleau dispute, avec l'équipe de France de la catégorie, le championnat d'Europe des moins de 19 ans en 2004. L'année suivante, Boulleau et les Bleuettes sont finalistes de la compétition. Toujours en 2005, elle connaît sa première sélection avec l'équipe de France A contre les Pays-Bas.

### Débuts au Paris SG et en Bleu
À l'été 2005, elle rejoint l'équipe féminine du Paris Saint-Germain. Lors de la saison 2005-2006, Boulleau débute avec l'équipe de France espoir. Au PSG, Laure participe à onze rencontres de championnat pour deux buts et un match de Challenge national durant lequel elle inscrit un doublé. L'équipe termine huitième de D1 et échoue en huitième-de-finale de la seconde compétition.
Durant l'été 2006, avec la sélection de la catégorie, elle dispute la Coupe du monde des moins de 20 ans, y marquant un but lors du premier match contre l'Argentine.
En 2006-2007, Boulleau et son équipe font septième en Division 1 et seizième-de-finaliste en Challenge. Laure joue treize matchs de D1 pour trois buts marqués.
Sur l'exercice 2007-2008, l'équipe termine à la cinquième place du championnat et se hisse pour la première fois en finale du Challenge de France, perdu 3-0 contre l'Olympique lyonnais.
La saison 2008-2009 est un échec avec une huitième place de Division 1 et un nouveau seizième-de-finale de Challenge. Laure ne joue que neuf matchs de D1 durant cette année.
Le Paris Saint-Germain recrute notamment trois internationales françaises durant l'été 2009 : Élise Bussaglia, Julie Soyer et Jessica Houara ; et compte aussi sur l'apport de Sonia Bompastor et Camille Abily durant six mois. Lors de la saison 2009-2010, le Paris Saint-Germain termine troisième du championnat après avoir occupé le fauteuil de leader de la 8e à la 14e journée. Le Paris Saint-Germain remporte pour la première fois de son histoire le Challenge de France, 5-0 contre Montpellier en finale, son premier trophée majeur. Avec 21 matchs de D1 (2 buts) et cinq en Coupe, il s'agit de la plus grosse saison de Boulleau à ce moment.
Sur la saison 2010-2011, Laure et son équipe se classent deuxième, place qualificative pour la Ligue des Champions. Laure ne joue que seize rencontres de D1.

### Cadre en Bleu et montée en puissance du PSG (2010-2018)

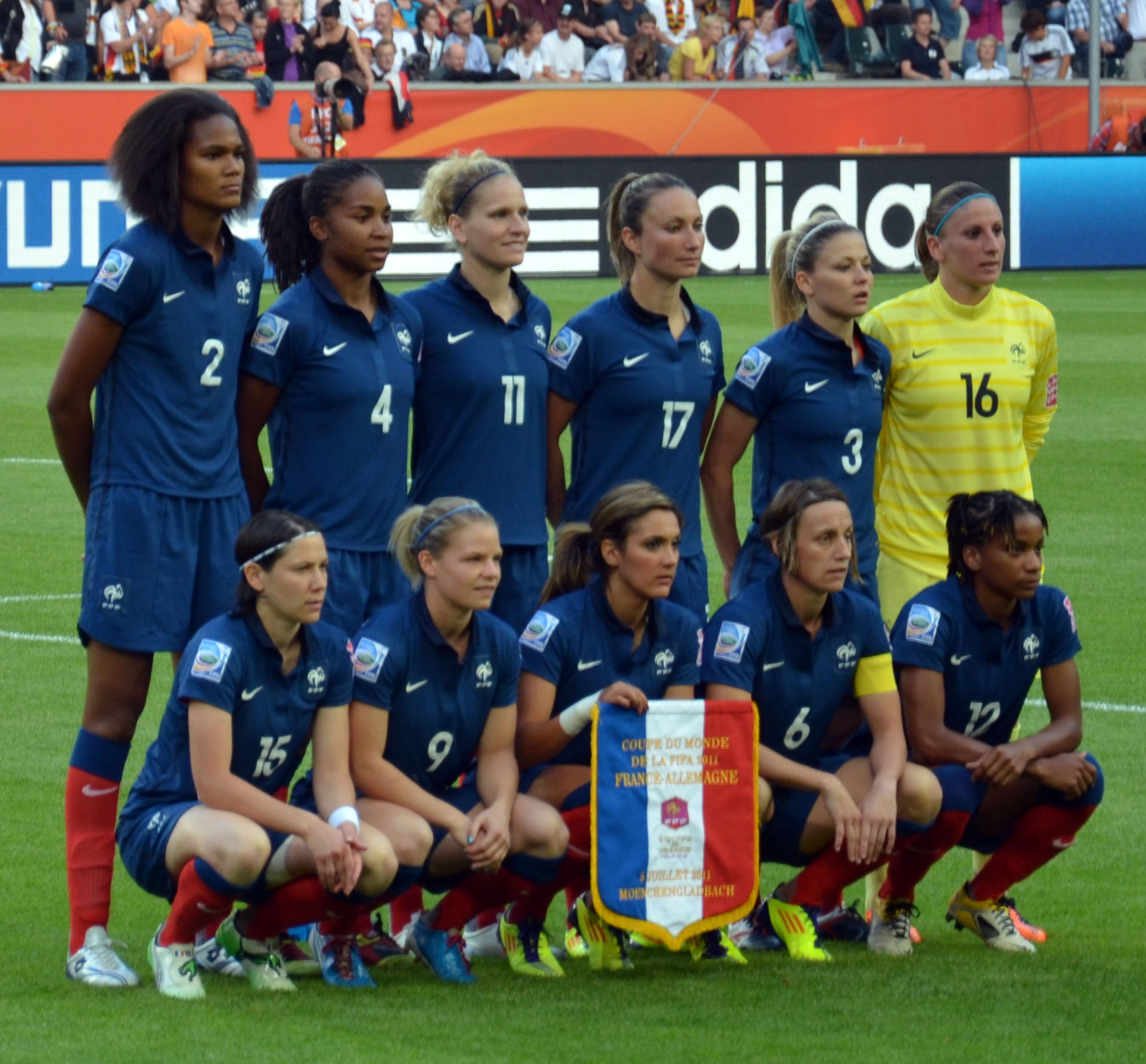
Laure (n°3) et les Bleues lors du Mondial 2011.

Elle est sélectionnée par Bruno Bini pour disputer la Coupe du monde 2011 en Allemagne et termine à la quatrième place.
Très attachée à son club, elle décline notamment une offre de l'Olympique lyonnais avant la reprise du PSG par Qatar Sports Investments et la professionnalisation de l'équipe féminine qui en découla en 2012.
Elle est également quatrième des Jeux olympiques 2012 à Londres, où l'équipe de France perd le match de la troisième place contre le Canada.

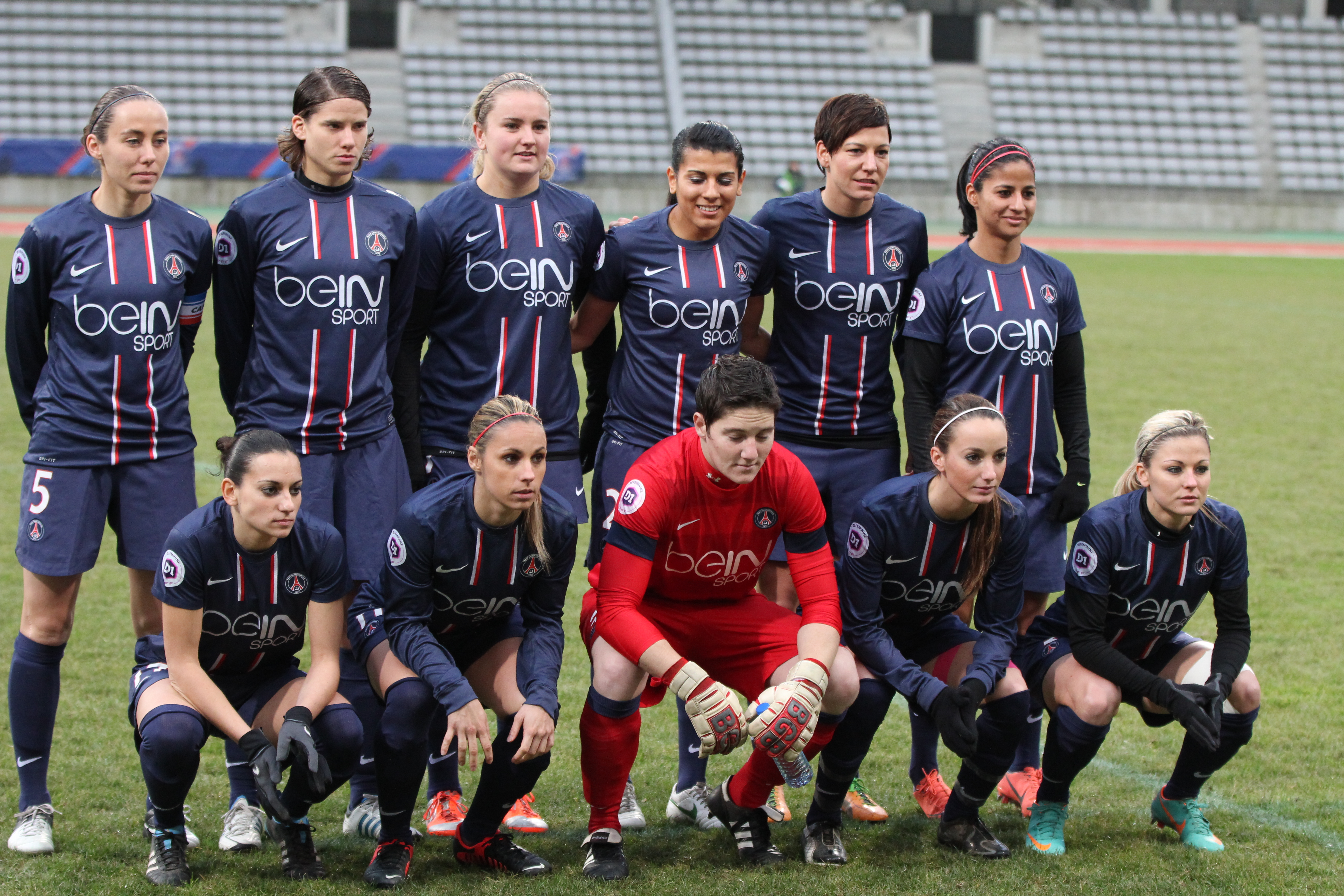
Boulleau (en bas à d.) avec le PSG en décembre 2012.

L'agence française de lutte contre le dopage (AFLD) ouvre une procédure contre elle pour trois manquements à des contrôles antidopage durant une période de dix-huit mois : absence le 29 mars 2013 et le 25 février 2014, oubli du formulaire de localisation le 10 juin 2014 (le contrôle inopiné peut avoir lieu n'importe où). Du fait du changement de règlement faisant passer la période des trois manquements de 18 à 12 mois et de sa présence en équipe de France (Guyane) lors de l'oubli de sa localisation, la commission de l'AFLD l'a relaxée,.
En avril 2015, elle est sélectionnée parmi les 23 joueuses qui vont à la Coupe du monde de football féminin 2015. Elle participe aux quatre premiers matches mais manque le quart de finale perdu face à l'Allemagne à cause d'une blessure au genou.
En 2016, Laure prend sa retraite internationale. Son dernier match en Bleu est la rencontre amicale en Norvège remportée 1-0 le 26 janvier 2016. Elle compte 65 sélections en équipe de France A.
Le 29 mai 2018, elle annonce qu'elle met un terme à sa carrière à la fin de la saison, après la finale de la Coupe de France. Laure est la seconde joueuse la plus capée du PSG en compétitions officielles.

### Reconversion (depuis 2018)
Après sa carrière, elle devient consultante sur Canal+. Elle participe au Canal Football Club, dont elle est la seule figure féminine, et commente des matchs de D1 féminine.
Au Paris Saint Germain, elle devient coordinatrice sportive de l’équipe féminine. Ce poste est créé pour elle. « On a calqué l’organisation des filles sur celle des garçons donc j’ai le même rôle que Maxwell. Mon rôle va du recrutement au médical, en passant par l’observation des matchs, l’accueil des recrues, le sponsoring ou la stratégie médias ». Elle est aussi journaliste pour le club avec sa rubrique « L'instant Laure ».
En novembre 2020, Laure Boulleau annonce le renouvellement de son contrat avec Canal+ jusqu'en 2024.
Laure Boulleau rejoint Omar Da Fonseca et Benjamin Da Silva aux commentaires du jeu vidéo EA Sports FC 24.
D'avril à juin 2024, elle fait partie du jury de l'émission Au micro ! sur Canal+, télé-crochet pour découvrir la nouvelle voix de la chaîne, qui commentera les matchs de football.

## Style de jeu

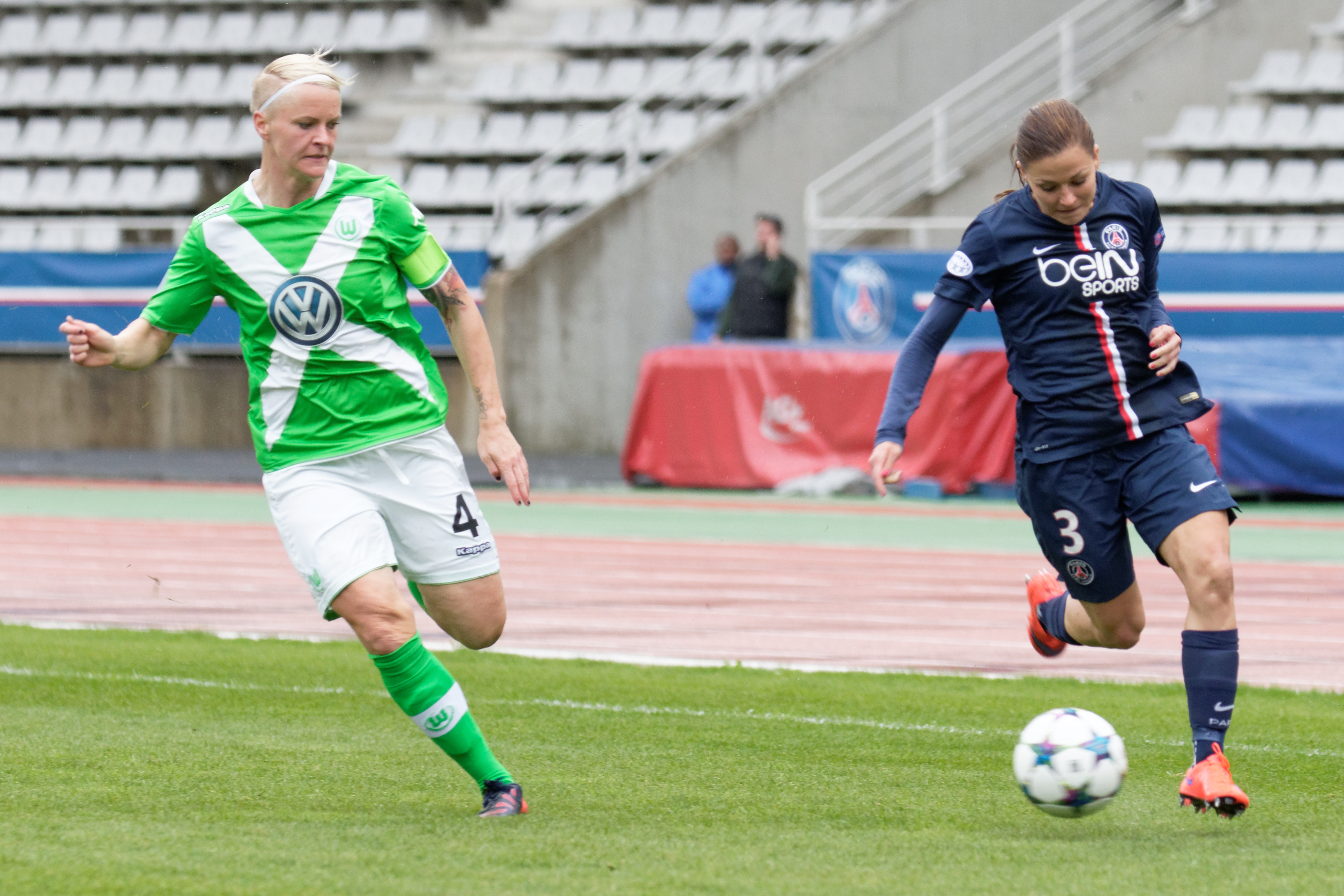
Boulleau joue arrière gauche et est amenée à monter dans son couloir.

Dans une entrevue avec Le Parisien en février 2016, Blaise Matuidi indique que Laure Boulleau défend très bien et qu'elle lui fait penser à Bixente Lizarazu.

## Statistiques

### Par saison
| Saison                | Club                  | Championnat           | Championnat | Championnat | Coupe(s) nationale(s) | Coupe(s) nationale(s) | Compétition(s) continentale(s) | Compétition(s) continentale(s) | Compétition(s) continentale(s) | Sélection        | Sélection | Sélection | Total | Total |
| Saison                | Club                  | Division              | M.          | B.          | M.                    | B.                    | Comp.                          | M.                             | B.                             | Équipe           | M.        | B.        | M.    | B.    |
| 2003-2004             | CNFE Clairefontaine   | D1                    | 17          | 0           | -                     | -                     | -                              | -                              | -                              | -                | -         | -         | 17    | 0     |
| 2004-2005             | CNFE Clairefontaine   | D1                    | 18          | 0           | -                     | -                     | -                              | -                              | -                              | France           | 1         | -         | 19    | 0     |
| Sous-total            | Sous-total            | Sous-total            | 35          | 0           | -                     | -                     | -                              | -                              | -                              | France           | 1         | 0         | 36    | 0     |
| 2005-2006             | Paris Saint-Germain   | D1                    | 11          | 2           | 2                     | 2                     | -                              | -                              | -                              | France U21       | 3         | -         | 16    | 4     |
| 2006-2007             | Paris Saint-Germain   | D1                    | 16          | 3           | 1                     | 0                     | -                              | -                              | -                              | France U20+U21+A | 5+5+1     | 1+0+0     | 28    | 4     |
| 2007-2008             | Paris Saint-Germain   | D1                    | 13          | 2           | 3                     | 0                     | -                              | -                              | -                              | -                | -         | -         | 16    | 2     |
| 2008-2009             | Paris Saint-Germain   | D1                    | 9           | 0           | 0                     | 0                     | -                              | -                              | -                              | -                | -         | -         | 9     | 0     |
| 2009-2010             | Paris Saint-Germain   | D1                    | 21          | 2           | 5                     | 0                     | -                              | -                              | -                              | France           | 5         | -         | 31    | 2     |
| 2010-2011             | Paris Saint-Germain   | D1                    | 16          | 0           | 2                     | 1                     | -                              | -                              | -                              | France           | 7         | -         | 25    | 1     |
| 2011-2012             | Paris Saint-Germain   | D1                    | 17          | 1           | 5                     | 0                     | C1                             | 4                              | -                              | France           | 11        | -         | 37    | 1     |
| 2012-2013             | Paris Saint-Germain   | D1                    | 19          | 2           | 5                     | 1                     | -                              | -                              | -                              | France           | 14        | -         | 38    | 3     |
| 2013-2014             | Paris Saint-Germain   | D1                    | 18          | 2           | 5                     | 0                     | C1                             | 2                              | -                              | France           | 12        | -         | 37    | 2     |
| 2014-2015             | Paris Saint-Germain   | D1                    | 15          | 1           | 2                     | 0                     | C1                             | 5                              | -                              | France           | 11        | -         | 33    | 1     |
| 2015-2016             | Paris Saint-Germain   | D1                    | 10          | 0           | 3                     | 0                     | C1                             | 4                              | -                              | France           | 3         | -         | 20    | 0     |
| 2016-2017             | Paris Saint-Germain   | D1                    | 2           | 0           | 0                     | 0                     | C1                             | -                              | -                              | -                | -         | -         | 2     | 0     |
| 2017-2018             | Paris Saint-Germain   | D1                    | 14          | 0           | 3                     | 0                     | -                              | -                              | -                              | -                | -         | -         | 17    | 0     |
| Sous-total            | Sous-total            | Sous-total            | 181         | 15          | 36                    | 4                     | -                              | 15                             | 0                              | France           | 64        | 0         | 296   | 19    |
| Total sur la carrière | Total sur la carrière | Total sur la carrière | 216         | 15          | 36                    | 4                     | -                              | 15                             | 0                              | France           | 65        | 0         | 332   | 19    |

### En sélection
| Sélections par an | Sélections par an | Sélections par an |
| Année             | Statistiques      | Statistiques      |
| Année             | Matchs            | Buts              |
| ----------------- | ----------------- | ----------------- |
| 2005              | 1                 | 0                 |
| 2006              | 1                 | 0                 |
| 2007              | 0                 | 0                 |
| 2008              | 0                 | 0                 |
| 2009              | 1                 | 0                 |
| 2010              | 6                 | 0                 |
| 2011              | 11                | 0                 |
| 2012              | 13                | 0                 |
| 2013              | 13                | 0                 |
| 2014              | 6                 | 0                 |
| 2015              | 12                | 0                 |
| 2016              | 1                 | 0                 |
| Total             | 65                | 0                 |

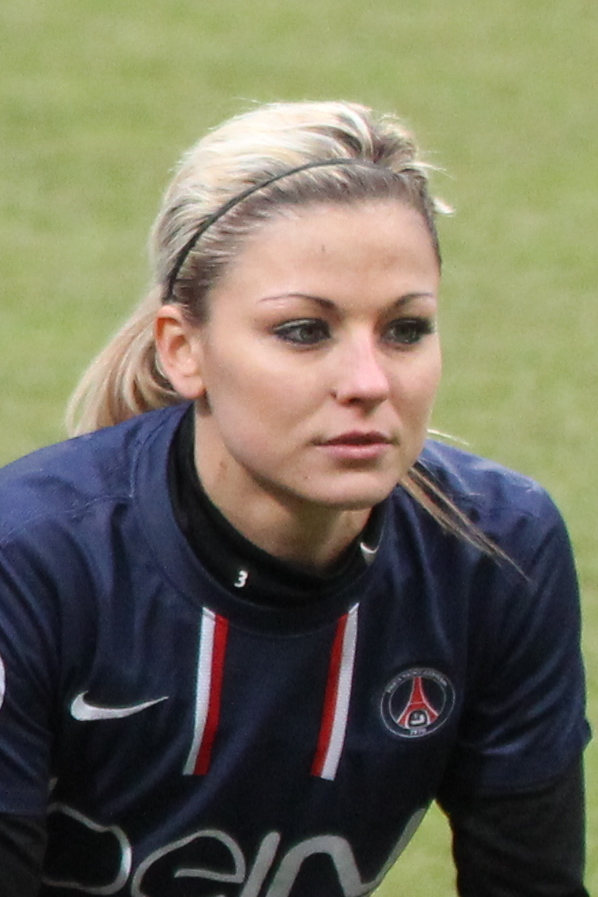
Laure Boulleau au PSG

En 65 sélections, Laure Boulleau dispute trois rencontres de Championnat d'Europe, six de Coupe du monde et une de Jeux olympiques. Elle prend aussi part à 9 matchs de qualification pour le Mondial et six pour l'Euro. Les quarante oppositions restantes sont des matchs amicaux.
Auparavant, Laure joue à cinq reprises avec les sélections U21 puis U20.

## Palmarès
- Ligue des Champions
  - Finaliste : 2015 avec le PSG

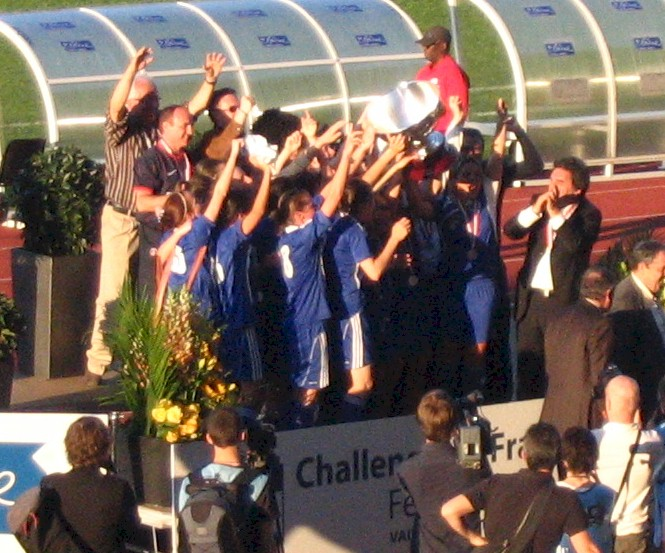
Le PSG vainqueur du Challenge de France féminin 2009-2010.

- Championnat d'Europe des moins de 19 ans
  - Finaliste : 2005 avec l'équipe de France
- Championnat de France
  - Vice-championne : 2011, 2013, 2014, 2015, 2016 et 2018 avec le PSG
- Coupe de France (1)[19]
  - Vainqueur : 2010, 2018 avec le PSG
  - Finaliste : 2008 et 2014 avec le PSG
- Tournoi de Chypre (1)
  - Vainqueur : 2012 avec l'équipe de France
- Algarve Cup
  - Finaliste : 2015 avec l'équipe de France

## Décorations
- Chevalière de l'ordre national du Mérite (décret du 29 novembre 2023)[20]

## Vie privée
En parallèle de sa carrière footballistique, Laure Boulleau poursuit ses études de kinésithérapeute, à Saint-Maurice (Val-de-Marne).
Alors qu'elle est en couple avec Bruno Cheyrou, elle annonce en direct sur Canal+, le 4 octobre 2023, depuis Newcastle, être enceinte de son premier enfant. Elle donne naissance à une fille, Clara, le 19 février 2024.